# Evelyna Steimarová
Evelyna Steimarová (* 5. června 1945 Praha) je česká herečka, jež pochází ze známého hereckého rodu Steimarů, jehož původ sahá až k Vendelínu Budilovi.

## Život
Evelyna Steimarová vystřídala řadu neuměleckých povolání, pracovala jako zubní instrumentářka či servírka. Rodové geny se nakonec nezapřely, profesionální divadelní hereckou dráhu zahájila v Severomoravském divadle v Šumperku (1965–1967), následně působila ve Východočeském divadle v Pardubicích (1967–1969),
Státním divadle v Ostravě (1969–1970), později byla i členkou pražského Činoherního klubu (1977–1978), kde působil i její bratr Jiří Kodet. Stala se z ní i vyhledávaná filmová a televizní herečka.
Obě její dcery, starší Vendula Prager-Rytířová pocházející z druhého manželství s hudebníkem Zdeňkem Rytířem i mladší Anna Polívková, dcera herce Boleslava Polívky, se staly herečkami.

## Filmografie
výběr

### Film
- 1963 Na laně – Bimba
- 1964 Neobyčejná třída – Katka
- 1967 Soukromá vichřice – Inka
- 1971 Petrolejové lampy – Karla
- 1976 Hra o jablko – Marta Rýdlová
- 1977 Jak se budí princezny – komorná
- 1978 Balada pro banditu – Derbaková
- 1979 Modrá planeta – Kateřina
- 1980 Dívka s mušlí – matka
- 1981 Matěji, proč tě holky nechtějí? – Prchalová
- 1981 Tajemství hradu v Karpatech – Salsa Verde
- 1983 Zánik samoty Berhof – Tylda
- 1983 Anděl s ďáblem v těle – Elza
- 1985 Fešák Hubert – Pašková
- 1986 Pěsti ve tmě – Zrzka
- 1987 Dobří holubi se vracejí – Irena
- 1988 Anděl svádí ďábla – Elza
- 1988 Prokletí domu Hajnů – Katy
- 1989 Něžný barbar – Marie
- 2004 Bolero – Kušmicová
- 2014 Modelky s.r.o. – Marta

### Televize
- 1963 Smutný půvab (TV film) – role: Blanka
- 1983 Síť na bludičku (TV film) – role: Julie
- 1985 Třetí patro (TV seriál) – role: matka Mikyho Kadlece
- 1986 Synové a dcery Jakuba skláře (TV seriál) – role: hospodská Marta
- 1989 Dlouhá míle (TV seriál) – role: masérka Jitka
- 2004 Pojišťovna štěstí (TV seriál) – role: Olga Jiroutová
- 2013 Cesty domů II (TV seriál) – role: Zdena Klepáčová